# Alfred Morisset
Pour les articles homonymes, voir Morisset.
Alfred Morisset (né le 4 juillet 1874 à Sainte-Hénédine, mort le 29 novembre 1952 à Québec) est un médecin, homme politique et fonctionnaire québécois. Il a été député à l'Assemblée législative du Québec de 1904 à 1913. Il a été le greffier du Conseil exécutif du Québec de 1913 à 1952.

## Biographie
Alfred Morisset est le fils d'Alfred Morisset, médecin, et d'Aglaé Dion. Il étudie au séminaire de Québec et à l'université Laval à Québec. Il devient médecin en 1896 et exerce la médecine à Sainte-Hénédine pendant 17 ans. Il épouse Fabiola Vézina le 8 octobre 1901 à Québec.

### Député
À l'élection générale québécoise de 1904, il est candidat du Parti libéral et il est élu sans opposition député du district électoral de Dorchester à l'Assemblée législative du Québec. Il est réélu à l'élection générale de 1908, l'emportant sur le candidat du Parti conservateur, l'ancien député Louis-Philippe Pelletier, qui tentait un retour. Il est réélu à l'élection générale de 1912, l'emportant sur le candidat du Parti conservateur, Gustave Hamel. Il est le whip en chef du Parti libéral en 1912 et en 1913.

### Greffier du Conseil exécutif
Alfred Morisset est nommé greffier du Conseil exécutif le 16 mai 1913 et il exerce cette fonction jusqu'à son décès, en 1952, conservant ce poste durant presque quarante ans, tant lors des gouvernements de l'Union nationale que lors de ceux du Parti libéral.
il est membre de la Commission de géographie du Québec de 1923 à 1935.
Il est inhumé au cimetière Notre-Dame-de-Belmont le 3 décembre 1952.
Le canton Morisset, situé dans la municipalité de la Baie-James, est nommé en sa mémoire.
Il est le père de Madeleine des Rivières.